# اسنی‌پدیا
اسنی‌پدیا (انگلیسی: SNPedia؛ تلفظ انگلیسی: snipedia) یک وبگاه بیوانفورماتیک مبتنی بر ویکی است که در به‌عنوان یک پایگاه داده برای چندریختی‌های تک-نوکلئوتید (SNPs) به‌کار می‌رود. هر مقالهٔ چندریختی تک-نوکلئوتید حاوی توصیفی کوتاه از آن، پیوندهایی به مقالات علمی مرتبط، وبگاه‌های ژنومیک فردی و اطلاعات ریزآرایه‌ای دربارهٔ آنهاست.
این وبگاه توسط یک متخصص ژنتیک به‌نام «گِـرِگ لنون» و یک متخصص برنامه‌نویسی به نام «مایک کاریاسو» در شهر بتزدا بنیان نهاده شد.
این وبگاه تا ژوئن ۲۰۱۹ حاوی ۵۳۷ بیماری، ۱۰۹٬۷۲۹ چندریختی تک-نوکلئوتید و پایگاه داده‌ای مرتبط با آنان بود. تعداد این چندریختی‌ها از اوت ۲۰۰۷ میلادی، هر ۱۴ ماه، دوبرابر شده‌است.